# Nathaniel Buzolic
Nathaniel „Nate Buzz” Buzolic (ur. 4 sierpnia 1983 w Sydney) – australijski aktor pochodzenia chorwackiego.

## Filmografia

### Filmy
- 2005: Niecne uczynki (Dirty Deeds)
- 2007: Road Rage (krótkometrażowy) jako młody kierowca
- 2007: My Greatest Day Ever (krótkometrażowy) jako trener
- 2008: Offing David jako David
- 2009: Multiple choice (krótkometrażowy) jako Tommy
- 2010: Igła (Needle) jako Ryan
- 2016: Przełęcz ocalonych (Hacksaw Ridge) jako Harold „Hal” Doss
- 2019: Saving Zoë jako Jason
- 2020: Piekielna głębia 3 (Deep Blue Sea 3) jako Richard Lowell
- 2021: Making Peace (krótkometrażowy) jako Dennis

### Seriale
- 2001: Szczury wodne
- 2002: Zatoka serc jako Paul Chalmers
- 2003: Cena życia jako Damon Lloyd
- 2008: Pod błękitem nieba jako Paul O’Donnell
- 2012–2014: Pamiętniki wampirów jako Kol Mikaelson
- 2013–2018: The Originals jako Kol Mikaelson
- 2014: Nie z tego świata jako David Lassiter
- 2014–2015: Słodkie kłamstewka jako Dean Stavros
- 2015: Kości jako Hunter Ellis
- 2015: Matka jest tylko jedna jako Jimmy Barnes
- 2022: Wampiry: Dziedzictwo jako Kol Mikaelson